# Man of War Shoal National Marine Park
Der Man of War Shoal National Marine Park ist ein maritimes Naturschutzgebiet vor der Südküste des niederländischen Teils der Karibikinsel St. Martin. Der 2010 gegründete Park stellt das erste und bislang einzige besonders geschützte Gebiet Sint Maartens dar. Seit Dezember 2014 fällt das Gebiet außerdem unter das SPAW-Protokoll (Special Protected Areas and Wildlife) der Vereinten Nationen.

## Geographie
Der Nationalpark schützt ein Gebiet von etwa 3100 Hektar Größe vor der Küste von Sint Maarten. Hier befinden sich mehrere kleinräumige Fleckenriffe im Bereich einer Untiefe (englisch shoal), darunter das weitgehend intakte Proselyte-Riff, benannt nach der britischen Fregatte HMS Proselyte, die am 4. September 1801 an dieser Stelle gesunken war. Das Wrack des Schiffes und dessen ehemalige Fracht wurden nicht gehoben und stellen heute ein beliebtes Ziel für Tauchausflüge dar. Das Parkgebiet liegt am Rande der Anguilla-Bank, eines unterseeischen Plateaus mit Wassertiefen bis zu 36 Metern. An der flachsten Stelle des Proselyte-Riffs, dem sogenannten Spanish Rock, beträgt die Tiefe lediglich drei Meter. Generell variiert die Wassertiefe in dem Gebiet stark, plötzlich abfallende Canyons mit Höhenunterschieden von bis zu 20 Metern kommen vor. An einigen Stellen finden sich kleine, betauchbare Höhlen. Die mit teils sehr großen Korallen bewachsenen Bereiche wechseln sich mit Seegras-Feldern und Sandböden ab. Die Wassertemperatur ist für die Karibik typisch warm und schwankt je nach Jahreszeit zwischen 25 und 29° C. Des Weiteren ist das Wasser sehr klar, die Sichtweite unter der Oberfläche kann stellenweise mehr als 30 Meter betragen und liegt selten unter 15 Metern.

## Flora und Fauna
In den Gewässern des Man of War Shoal National Marine Parks wurden bislang 54 Spezies beobachtet, die einen Eintrag in der Roten Liste gefährdeter Arten der IUCN erhalten haben. Hinzu kommen zehn weitere Arten, die in Anhang I, sowie 89 Arten, die in Anhang II des Washingtoner Artenschutzübereinkommens genannt werden. Die Strukturen der Korallenriffe und anderer Ökosysteme des Parks gelten als weitgehend intakt. Das Gebiet lässt sich grob in vier verschiedene Lebensräume unterteilen, die entsprechend von unterschiedlichen Arten bewohnt werden.

### Korallenriffe

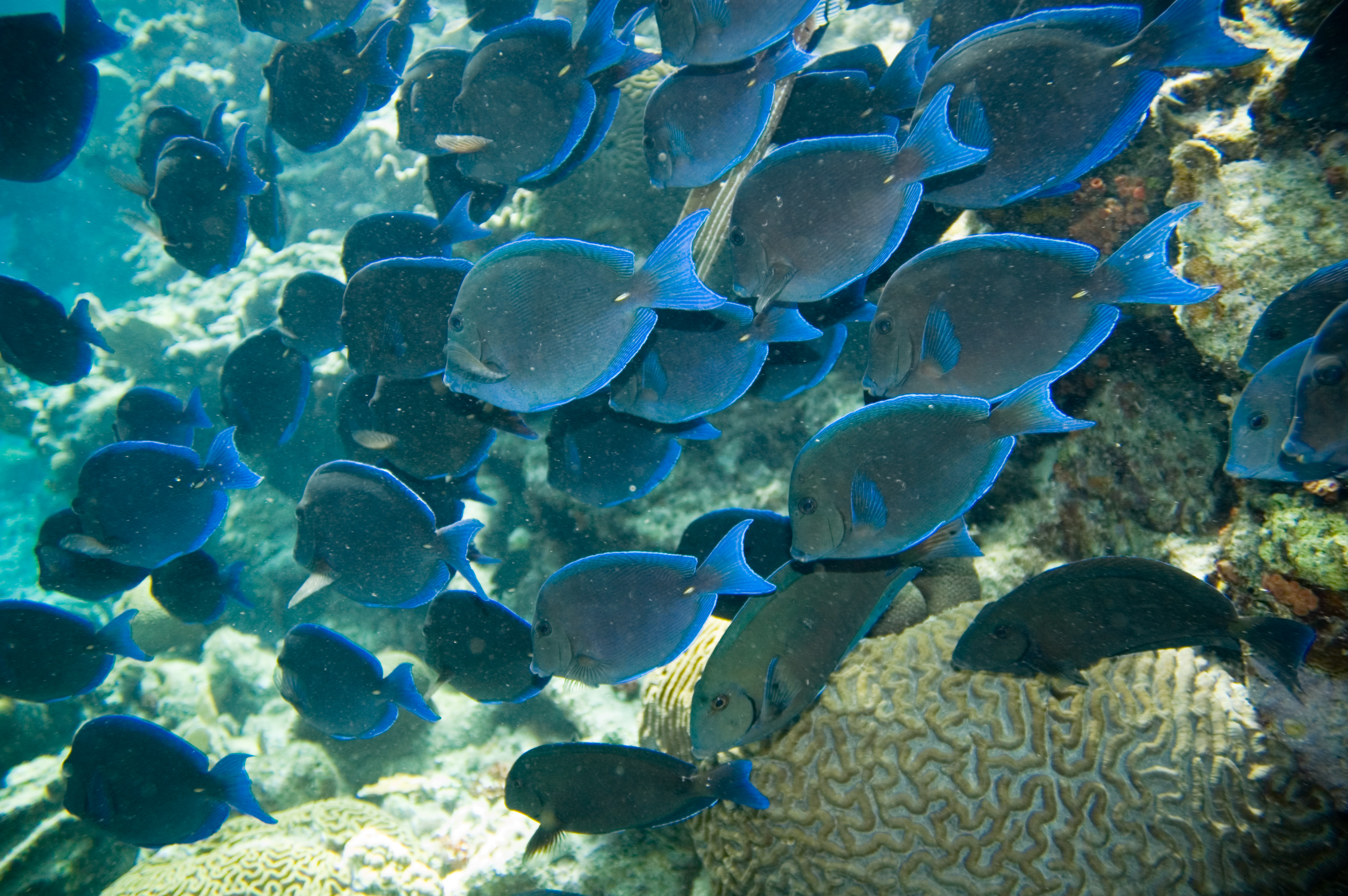
Eine Schule Blauer Doktorfische

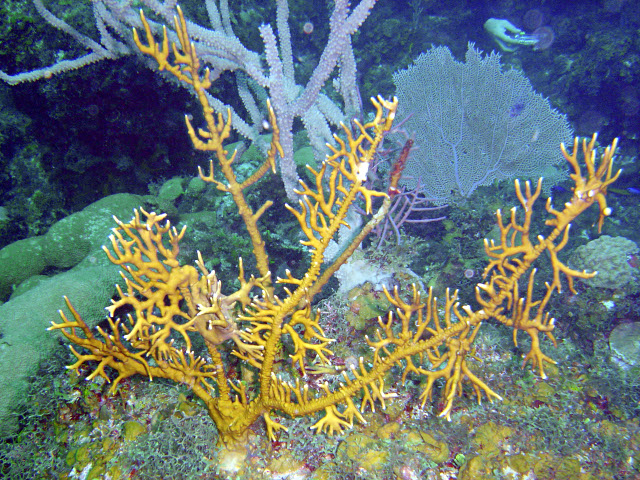
Millepora alcicornis, die im Nationalpark am häufigsten vorkommende Korallenart

Im Bereich der Korallenriffe des Parks fand eine Studie in den Jahren 2000 und 2001 neben 24 unterschiedlichen Arten von Korallen auch 153 Fischarten, die die von den Korallen gebildeten Strukturen als Lebensraum nutzen. Die am häufigsten vorkommenden Korallen sind die zu den Feuerkorallen gehörenden Arten Millepora alcicornis und Millepora squarrosa sowie die zu den Steinkorallen zählende Montastraea annularis. Des Weiteren finden sich diverse Arten von Weichkorallen, Schwämmen und Gorgonien in großer Zahl. Die fünf am häufigsten nachweisbaren Fischarten sind der Blaue Doktorfisch, der Blaukopf-Junker, die Riffbarsch-Art Abudefduf saxatilis, die Meerbarbe Pseudupeneus maculatus sowie der Ozean-Doktorfisch. Eine besondere Touristenattraktion stellen Riffhaie dar, die bei den Tauchspots der Man of War Shoal regelmäßig anzutreffen sind. Gelegentlich können hier auch Manta-, Stachel- und Gefleckte Adlerrochen beobachtet werden. Besonders zahlreich sind auch die Wirbellosen, die beispielsweise durch die Karibik-Languste, die Flammen-Helmschnecke oder den Genetzten Kissenstern repräsentiert werden.

### Seegrasfelder
Die Seegrasfelder des Nationalparks werden vor allem durch die Arten Thalassia testudinum und Syringodium filiforme gebildet. Des Weiteren kommen hier tangbildende Grünalgen der Gattung Halimeda vor. Sie bilden unter anderem den Lebensraum für eine stark geschrumpfte Population Großer Fechterschnecken, die durch Bejagung zum Zwecke des Verzehrs oder als Andenken für Touristen in ihrem Bestand gefährdet sind. Des Weiteren kommen hier zahlreiche Seegurken, Seesterne, Seeigel und Quallen vor. Eine Untersuchung im Jahr 2011 fand Vorkommen des ursprünglich aus dem Indischen Ozean stammenden Seegrases Halophila stipulacea, das sich seit einiger Zeit als invasive Art in den Gewässern der Karibik ausbreitet.

### Sandböden
Die von Sand bedeckten Bodenhabitate der Man of War Shoal sind bislang noch weitgehend unerforscht. Es ist bekannt, dass es hier Vorkommen von Seesternen, Garnelen und Nacktkiemern gibt. Des Weiteren sind einige Seegräser und Algen nachweisbar.

### Offenes Wasser
Die offenen Gewässer des Nationalparks sind besonders reich an mikroskopisch kleinem Phytoplankton, das die Grundlage der Nahrungsketten in dem Bereich darstellt. Diverse migratorische Fischspezies können regelmäßig im Wasser über der Man of War Shoal gesichtet werden. Einige Beispiele sind Thunfisch, Goldmakrele, Wahoo, Blauer Marlin und Schwertfisch. Außerdem wird das Parkgebiet regelmäßig von Walen und Delfinen besucht. Gelegentlich können auch Vertreter aller vier in der Karibik vorkommenden Meeresschildkröten-Arten beobachtet werden: Grüne Meeresschildkröte, Lederschildkröte sowie Echte und Unechte Karettschildkröte. Außer den Meeresbewohnern gibt es eine Reihe von Vögeln, die fast ausschließlich über dem offenen Wasser leben und die Insel St. Martin als Rast- und Brutgebiet nutzen. Vor allem sind hier die Aztekenmöwe, Seeschwalben und Kormorane zu nennen.

## Verwaltung
Der Man of War Shoal National Marine Park wird seit der Unterschutzstellung des Gebiets im Dezember 2010 durch die Nature Foundation Sint Maarten verwaltet, die ihre Mitarbeiter hauptsächlich aus Freiwilligen rekrutiert und von dem Meeresökologen Tadzio Bervoets geleitet wird. Überwacht werden die Aktivitäten der Stiftung durch ein Kontrollgremium bestehend aus sieben gewählten Bewohnern der Insel. Des Weiteren bietet der Nationalpark Arbeitsplätze für etwa 40 Einwohner Sint Maartens, die hier als Parkranger angestellt sind.